# Брацлав
Бра́цлав (Браславль, укр. Брацлав) — посёлок в современном Тульчинском районе Винницкой области Украины.
От названия города произошло название исторической местности Брацлавщина.

## География
Расположен посёлок на правом берегу реки Южный Буг, при впадении в него реки Пупывка; за 11 километров от ж.-д. ст. Каролина.

## История
Впервые упоминается в XIV веке под именем Браславль. Фигурирует в летописном «Списке русских городов дальних и ближних». В период феодальной раздробленности Руси, в 1362 году земли Браславщины были захвачены великим князем литовским Ольгердом у древнерусских великих князей. В 1460-х годах на территориальной основе Брацлавщины было создано Брацлавское воеводство, которое после заключения Люблинской унии отошло (передано) к Польскому королевству. Город был разрушен крымскими татарами в 1479 году, 600 его жителей, и среди них 400 евреев, были умерщвлены. В 1541 году вспыхнуло стихийное антифеодальное восстание (бунт) населения Брацлава и Винницы против притеснений и грабежей браславского старосты литовского князя Семёна Пронского. Город в древности имел укрепления, состоявшие из земляных валов, следы которых видны и поныне, и замка, разрушенного в 1552 крымским ханом Девлетом Гиреем.
Гетманы Северин Наливайко и Криштоф Косинский со своим черкасами несколько раз нападали на коронный город, в 1569 году грабя и убивая жителей без пощады.
Во времена польского владычества служил столицей отдельного воеводства в Малопольской провинции и назывался коронным городом Брацлавского воеводства, которому принадлежали восточная часть Подолии и юго-западная часть киевской земли. В 1594—1595 годах произошло восстание селян Брацлавского воеводства против феодального гнёта польско-шляхетских поработителей — вспыхнуло под влиянием селянско-казацкого восстания во главе с Северином Наливайко.

### Гетманщина

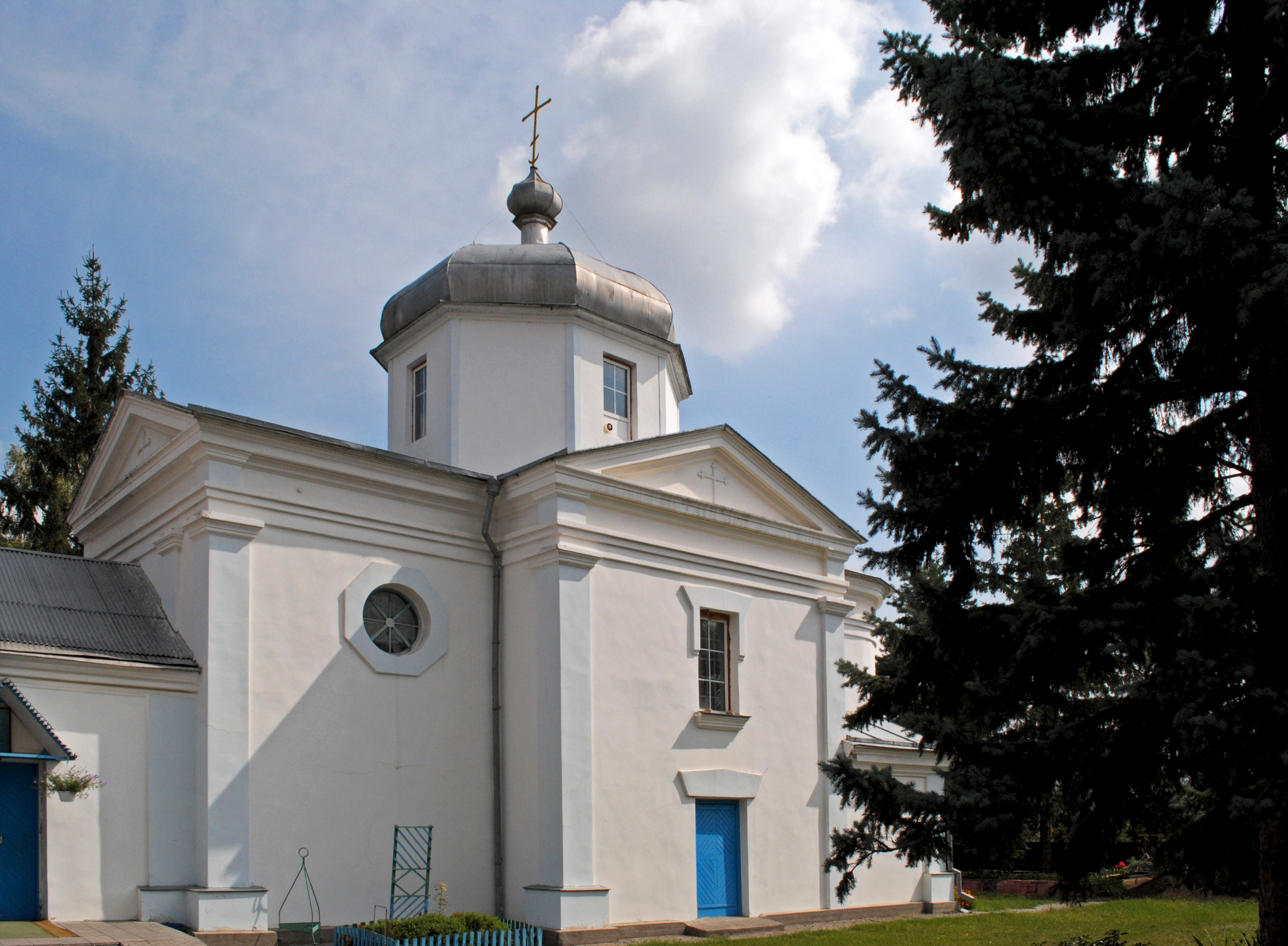
Николаевская церковь

После Переяславской рады (1654 год) и ликвидации казачества польским сеймом оказался в руках Запорожского казачества (Брацлавский полк). Когда весной того же года московское правительство объявило войну Речи Посполитой, поляки начали военные действия и вторглись в Подолию, истребляя всё на своём пути. Так, например, город Немиров был уничтожен до основания, а его население истреблено до последнего человека. Однако такие хорошо укреплённые города, как Брацлав и Умань, смогли выстоять. Казаки отбили от них польские отряды. Тем не менее после смерти гетмана Богдана Хмельницкого вся правая сторона Днепра снова оказалась в руках поляков, и Брацлав опять перешёл к Польскому королевству. В 1671 году под Брацлавом польские гетманы разбили аккерманских татар, прибывших к городу по просьбе их союзника — правобережного гетмана П. Дорошенко.

### Российская империя
По итогам второго раздела Польско-литовской республики в 1793 году Брацлав вошёл в состав России.
В 1793—1795 он был центром Брацлавской губернии, в 1795—1797 — центр Брацлавского наместничества.
С 1797 года Брацлав стал уездным городом Брацлавского уезда Подольской губернии Российской империи. В 1896 году в городе было 6 277 жителей, в том числе православных 41,5 %, старообрядцев 12 %, католиков 7 %, лютеран 0,3 % и евреев 39,2 %, с распределением на дворян 3,3 %, купцов 0,9 %, мещан 87,5 %, крестьян 0,7 %, граждан 0,8 %, военного сословия 5,6 % и иностранцев 0,6 %. Имелось жилых домов — 856, церквей православных — 2, костёл и синагога, и 6 еврейских молитвенных домов, типография, 5 мельниц и 2 кирпичных завода. В городе имелось двухклассное городское училище.

### Украинская ССР
C 30 декабря 1922 года в составе УССР СССР, центр Брацлавского уезда Подольской губернии.
Во время Второй мировой войны Брацлав был захвачен немецкими и румынскими войсками 22 июля 1941 года. С началом оккупации в местечке было создано гетто, в которое были заключены евреи из Брацлава и окружающих мест. Из отчёта румынской жандармерии: в конце декабря 1941 года в Брацлаве было 747 евреев. 1 января 1942 года большинство евреев были переведены в концентрационный лагерь, который был основан в Печёре, а около пятидесяти человек были утоплены в Южном Буге. С августа 1942 года в городе были созданы два рабочих лагеря для немецких строительных компаний «Тодт-Дорман» и «Хорст унд Йессен». Лагеря были размещены в здании школы на улице Ленина и в здании бухгалтерского техникума, при этом в них было помещено около 1200 евреев (депортированных из Румынии), а также около 300 украинских евреев. Режим в лагерях был строгим и имел целью уничтожение всех заключённых (работали в каменных карьерах, без выходных, с рассвета до заката, имея один перерыв в день для еды на полчаса). 23 сентября 1942 года все старики и дети в лагере (около 400 человек) были расстреляны в соседнем лесу. Расстрелы евреев продолжались регулярно и после этой даты. В апреле 1943 года лагерь «Тодт-Дорман» был закрыт, а заключённых перевели в лагерь «Хорст унд Йессен».
В январе 1989 года численность населения составляла 6386 человек: 2765 мужчин и 3621 женщина.
По состоянию на 1 января 2013 года численность населения составляла 5681 человек.

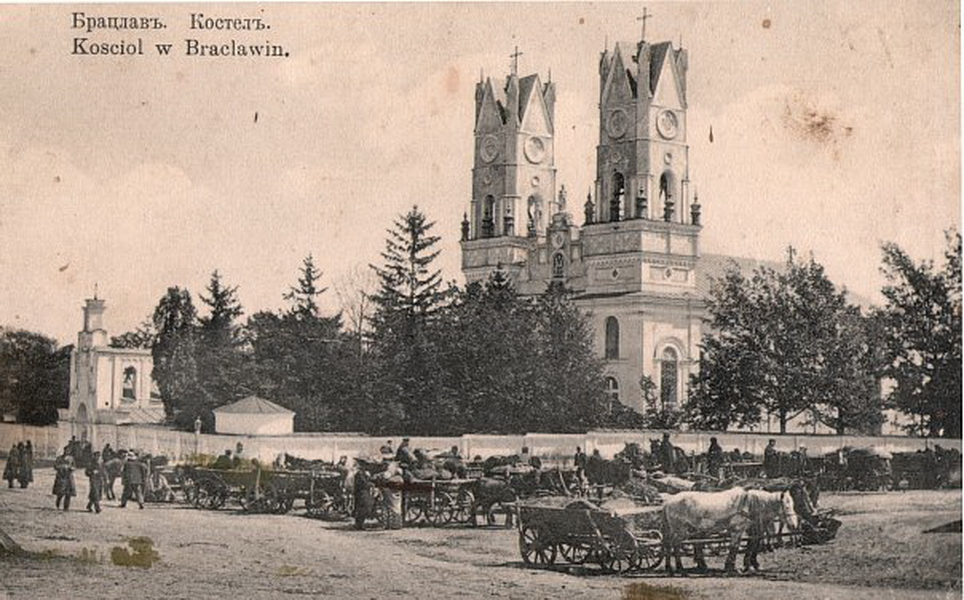
Брацлавский костёл в начале XX века
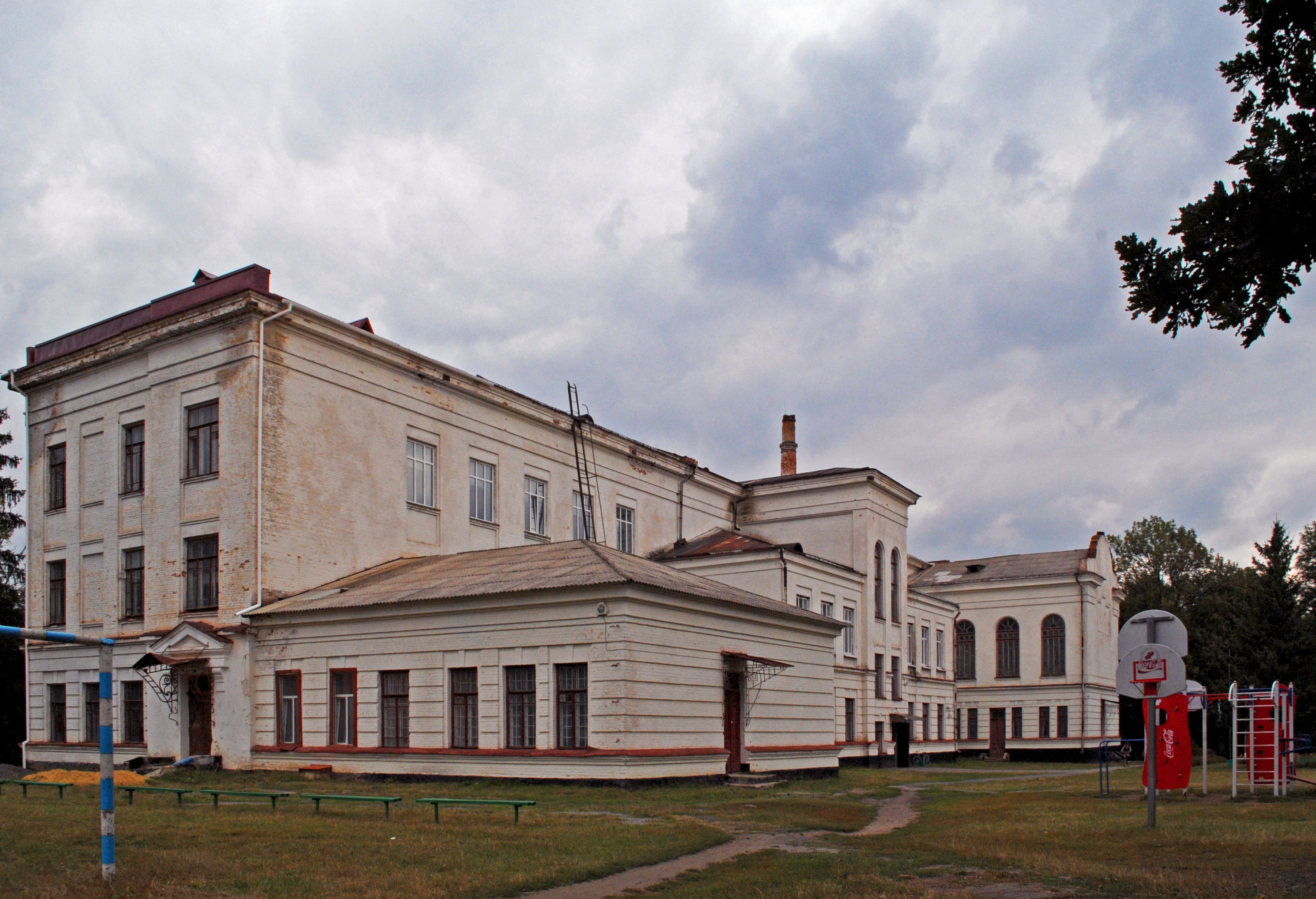
Гимназия
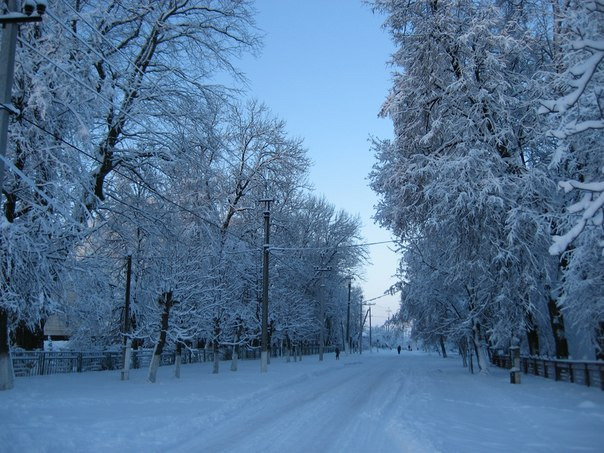
Одна из улиц города зимой
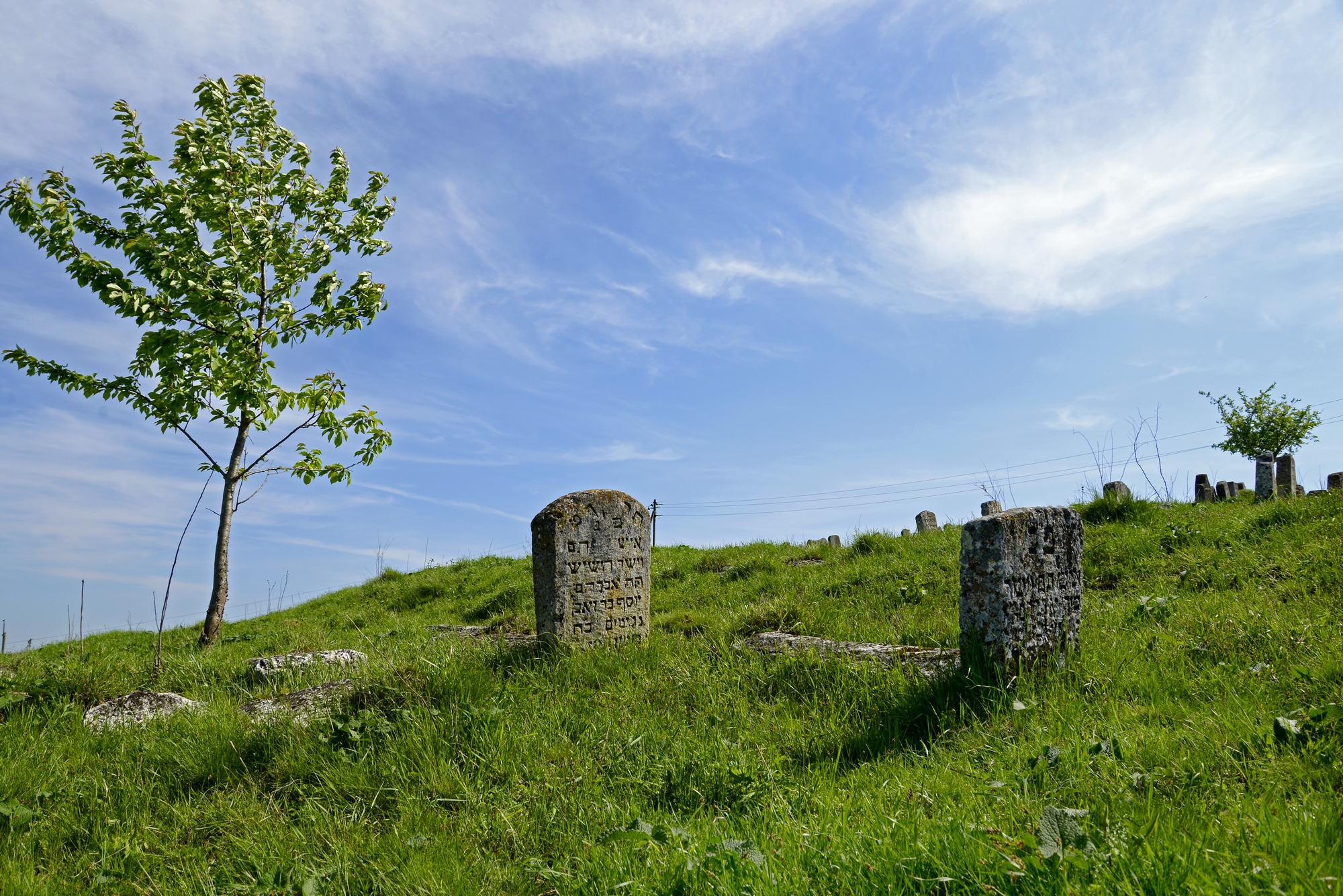
Старинное еврейское кладбище
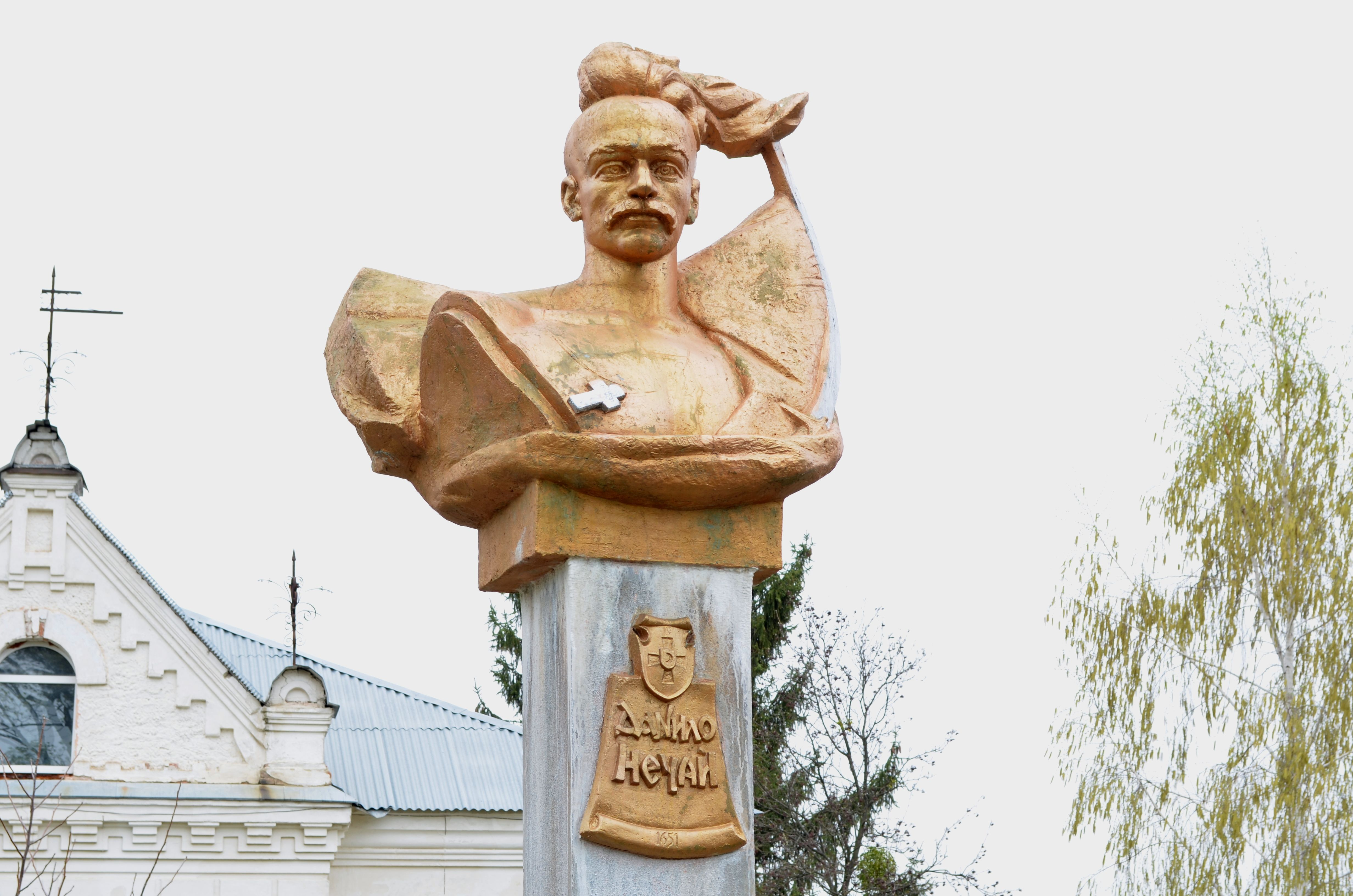
Памятник украинскому полководцу Даниле Нечаю